# Boston Tigers
Boston Metros foi um clube de futebol americano com sede em Boston, Massachusetts, que era membro da American Soccer League.
Em sua segunda temporada, os Metros se juntaram à Eastern Professional Soccer Conference . Depois que o EPSC acabou no final de sua única temporada, o Metros voltou ao ASL como Boston Tigers .